# Mariano Miguel de Val
 (juin 2015).
Mariano Miguel de Val (Madrid, 3 août 1875-Madrid, 7 août 1912), est un écrivain espagnol.

## Biographie
Mariano Miguel de Val est le fils de Mariano de Val Jiménez, un avocat originaire de Morata de Jalón (province de Saragosse,Aragon) et de María Dolores Samos, née à Lanjarón (province de Grenade, Andalousie). 
Il passe son enfance entre Madrid et Saragosse, puis étudie le droit, la philosophie et les lettres à l’université centrale de Madrid. Bien qu’il exerce la profession d’avocat, il consacre la majeure partie de sa vie à sa passion : la littérature. Il publie son premier recueil de poésie, intitulé Ensayos, à Ognate en 1896. Dès lors, jusqu’à sa mort prématurée en 1912 à l’âge de 37 ans, il publie régulièrement ses textes : poésie, théâtre, essais, articles et critiques.
Il entreprend de nombreux projets littéraires et exerce diverses fonctions. Il est tour à tour secrétaire et directeur du Cercle Artistique, Scientifique et Littéraire de Madrid ; directeur de la revue Ateneo (le cercle) ; directeur du Diario de Avisos de Zaragoza, émanation espagnole de la revue argentine Caras y Caretas ; collaborateur de journaux tels que le Heraldo de Aragón, La Ilustración Española y Americana, El Liberal, la Revista Aragonesa, la Revista Gallega, Vida Nueva, Cultura Hispanoamericana ou encore El Fígaro de la Habana.
Mariano Miguel de Val a également été le secrétaire de la légation du Nicaragua à Madrid (dont le siège se trouvait dans sa propre maison, au 27 de la rue Serrano), le fondateur et secrétaire de l’éphémère Académie de la Poésie Espagnole, le directeur et l’éditeur de la Biblioteca Ateneo. Il était également un ami personnel de Segismundo Moret (chef du gouvernement espagnol à trois reprises entre 1905 et 1910) ainsi que du roi Alphonse XIII, des infants et de diverses personnalités de la vie politique et culturelle espagnole de son époque.
Le poète nicaraguayen Rubén Darío, avec lequel il a entretenu une proche amitié et qui le qualifiait d’« homme admirable », lui a dédié son Poème de l’automne, et lui a consacré un article :
« Miguel de Val, qui est poète lui-même et qui veut le bien des poètes, est partout, multiple, complexe, universel (…), il est propriétaire terrien, homme du monde, avocat, ami du roi et des infants, rédacteur dans plusieurs revues, directeur d’un journal de province, directeur de la respectable revue Ateneo, directeur et éditeur de la Biblioteca Ateneo, il appartient à la légation de Nicaragua, il est l’initiateur de la romance des lieux (…), il initie, réalise et collabore à une centaine d’autres choses encore »
Mariano Miguel de Val a également entretenu des liens d’amitié avec d’autres jeunes auteurs du moments, comme Juan Ramón Jiménez, Manuel Machado, Antonio Machado, Amado Nervo, Eduardo de Ory, Fernández Shaw, Ramón María del Valle-Inclán et Francisco Villaespesa. Il a participé activement à la vie culturelle des villes de Madrid et Saragosse, par exemple en animant les cérémonies du centenaire du Quichotte au sein de l’ Ateneo et en faisant partie en 1908 des organisateurs de la commémoration des Sièges de Saragosse (la ville avait été assiégée à deux reprises, en juin puis en décembre 1808, par les armées napoléoniennes).
La nécrologie consacrée à Mariano Miguel de Val dans la revue Ateneo en août 1912 dit de lui :
« Activiste, résolu, entreprenant jusqu’à la témérité, d’une compagnie extraordinairement enchanteresse et agréable, il laissait parfois entrevoir l’ombre d’une douce et profonde mélancolie, qu’il n’est pas difficile d’observer au fond de ses compositions poétiques. Quelques-uns de ses amis l’appelaient, pour cette raison, le poète triste. »
Dans le Diario de Avisos de Zaragoza, le  8 août 1912, il est écrit :
« Mariano Miguel de Val, l’écrivain extrêmement correct, le versificateur facile et agréable, l’homme cultivé et  bon, nous a quittés en pleine jeunesse, alors que son talent et sa culture nous promettaient de donner des fruits assaisonnés et abondants. Nous savions déjà qu’une douleur traitresse minait peu à peu l’existence de celui qui fut notre directeur et n’a cessé d’être notre ami fidèle, mais nous ne soupçonnions pas l’imminence d’un dénouement aussi cruel. »
À sa mort, Mariano Miguel de Val a laissé un roman inédit et plusieurs poèmes posthumes, qui ont été publiés dans le numéro spécial que lui a consacré la revue Ateneo en janvier 1913 et qui, comme la totalité de son travail, n'a jamais été traduit en français.

## Œuvres

### Poésie
- Ensayos (1896)
- Edad Dorada (1905)
- Policromías (1905)
- Romancero de los sitios de Zaragoza (1908)
- Camino de la vida (en prensa)
- Perdurables (inédit)

### Critique
- Castelar literato y orador (1900)
- La poesía del “Quijote” (1905)
- Los novelistas en el teatro (1907)
- Tentativas dramáticas de doña Emilia Pardo Bazán (1907)
- Cancionero de los amantes de Teruel (1907)
- Alfredo Vicenti poeta (1907)
- Los sitios de Zaragoza, homenaje a los generales franceses y españoles (1908)
- De lo bueno y lo malo (critiques) (1909)
- Las literaturas regionales (en prensa)

### Roman
- El gabinete de los secretos (en prensa)

### Théâtre
- Las dos luces (dialogues en vers) (1905)
- Teatro de Martín de Samos (en collaboration avec Adolfo Bonilla San Martín)
- El barbero de Sevilla (1908)
- El burlador de Salamanca (1908)
- Teatro de salón (en prensa)